# Jacobo Pontano
Jacobo Pontano (en latín Jacobus Pontanus) (1542-1626) fue un jesuita y latinista de Bohemia, Alemania.
Este Jacobus Pontanus fue un nativo de Brug en Bohemia y murió en 1626, a los 84 años. Su "Tyrocinium" contiene dos libros de elegías;.... (Egerton Brydges: "Res literariae: bibliographical and critical", Naples, 1821).

## Biografía
Pontano era un jesuita de Bruck, Bohemia, filólogo y profesor en diferentes colegios, cultivó las buenas letras y mandó publicar varias obras elementares, adoptadas por la mayor parte de colegios de Europa y que durante mucho tiempo fueron clásicas, y murió en Augsburgo.
Sus principales obras tratan de la lengua latina, poesía, traducciones latinas de Cantacuceno, de Teofilatto, de la Crónica de Jorge Frantzés y de otros autores bizantinos, muchos escritos de los Padres de la Iglesia de la "Bibliotheca magna patrum", eruditos comentarios sobre Ovidio y la versión latina de la obra de Zaccheria Teobaldo "Istoria della guerra degli ussiti", 1621.

## Obras
- Metamorphoseon, New York, 1976.
- Symbolarum libri xvii Virgili, New York, 1976.
- Thesaurus phrasium poëticarum, 1969.
- Progymnasmatum latinitatis, 1969
- Floridorum libri octo, 1969.
- Ioannis Cantacuzeni eximperatoris Historiarum libri IV, Bonnae, 1828-32, 3 vols.
- Publii Ovidii Nasonis Epistolae....., Monachii, 1754.
- Publii Ovidii Nasonis Elegiae Tristium, 1752.
- Junto a Jacobi Gretseri Exercitatio grammatica, Romae, 1748.
- Corpus Byzantinae historiae, Parisiis, 1647-48.
- Sacrarum profanarumque phrasium poeticarum thesaurus, Londini, 1642.
- Philocalia......, 1626, in-fol.
- Attica bellaria, 1615-20.
- Coloquiorum sacrorum libri IV, 1609.
- Parthenometrika, 1606.
- Institutio poetica, Coloniae, 1605.
- Historia Mauricii Tiberi, 1604.
- De fide et moribus tum Christianis, 1603.
- Progymnasmatum ad usum scholarum humaniorum, Venetiis, 1590.
- Encaenia,...., 1584.
- Tyrocinium poeticum
- Otras